# Pondok Kacang Timur
Pondok Kacang Timur is een bestuurslaag in het regentschap Tangerang Selatan van de provincie Banten, Indonesië. Pondok Kacang Timur telt 35.772 inwoners (volkstelling 2010).